# Rosa Mystique Jones
Rosa-Mystique Jones (* 7. November 1990) ist eine nauruische Leichtathletin. Sie ist auf die Kurzstrecken (100 und 200 Meter) spezialisiert und trainiert auch 400 Meter und Diskuswurf. Ihr Training in Nauru absolviert sie auf dem Linkbelt Oval in Aiwo.
Jones’ Familie ist eine in Nauru bekannte Leichtathletik-Familie. Ihre Mutter Denise Jones war früher ebenfalls Sprinterin und Diskuswerferin und nahm an den Leichtathletik-Weltmeisterschaften 1987 in Rom teil, ihr Vater Gerard Jones ist heute Gewichthebetrainer in Nauru und war früher erfolgreich im Kugelstoßen, Diskus-, Hammer- und Speerwurf und hält auch in allen Disziplinen außer Speerwurf die Landesrekorde. Auch Jones’ Geschwister sind Leichtathleten.
Als einzige nauruische Athletin neben Deamo Baguga nahm sie an den Arafura Games 2005 in Darwin teil, und auch bei den Weltmeisterschaften 2005 in Helsinki war Jones neben Baguga die einzige Nauruerin, wo sie im 100-Meter-Vorlauf am 7. August 2005 in 13,16 Sekunden scheiterte. Sie war gleichzeitig auch die jüngste Teilnehmerin jener Weltmeisterschaften. Ihre damalige Bestleistung über 100 Meter von 12,76 s hatte sie am 13. Juli 2005 bei den Juniorenweltmeisterschaften im marokkanischen Marrakesch aufgestellt. Ihre Bestleistung über 200 Meter von 27,11 s lief sie am 15. Dezember 2005 in Saipan.
Bei den Weltmeisterschaften 2007 in Osaka nahm Jones ebenfalls am 100-Meter-Wettbewerb teil, scheiterte jedoch als Siebte ihres Vorlaufs in 12,69 s. Bei den Weltmeisterschaften 2009 in Berlin erreichte sie mit einer Zeit von 13,42 s über 100 Meter den 53. Rang unter 61 Teilnehmerinnen.